# Endoxyla leucomochla
Endoxyla leucomochla là một loài bướm cossid đặc hữu Úc. Các ấu trùng của loài sâu bướm này là thường được gọi là "Ấu trùng Witchetty", và được sử dụng rộng rãi như thực phẩm bởi thổ dân Úc.
Con sâu bướm của các loài này sống trong các hang dưới lòng đất, nơi chúng ăn các nhựa từ rễ của các bụi cây witchetty (Acacia kempeana) và cooba nhỏ (Acacia ligulata). Sâu róm phát triển tới một chiều dài khoảng 7 cm, và bên trong hang của nó.
Con trưởng thành lớn (nó có sải cánh khoảng 16 cm), với đốm màu xám và màu đỏ gỉ chân cánh của nó.

## Hình ảnh

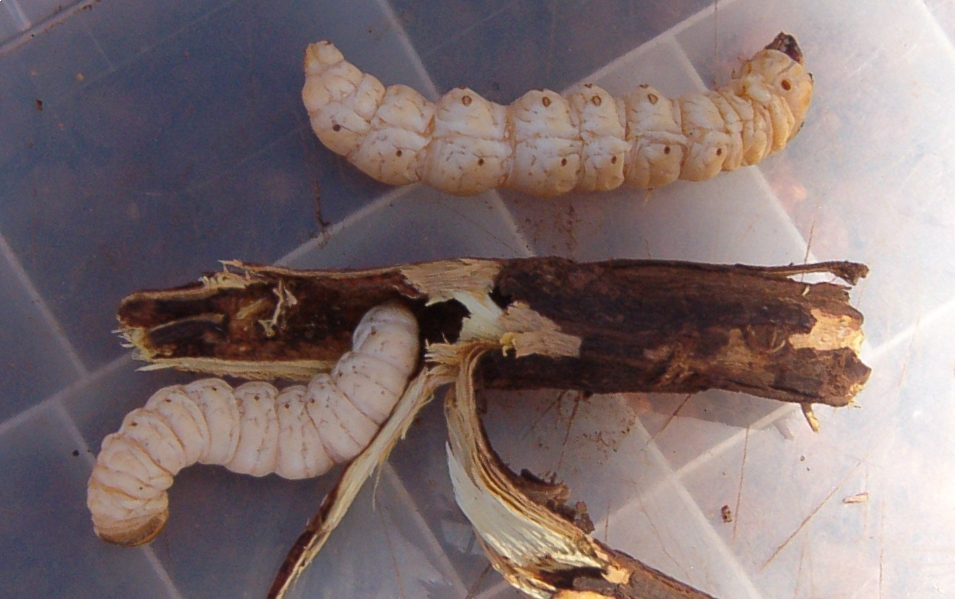
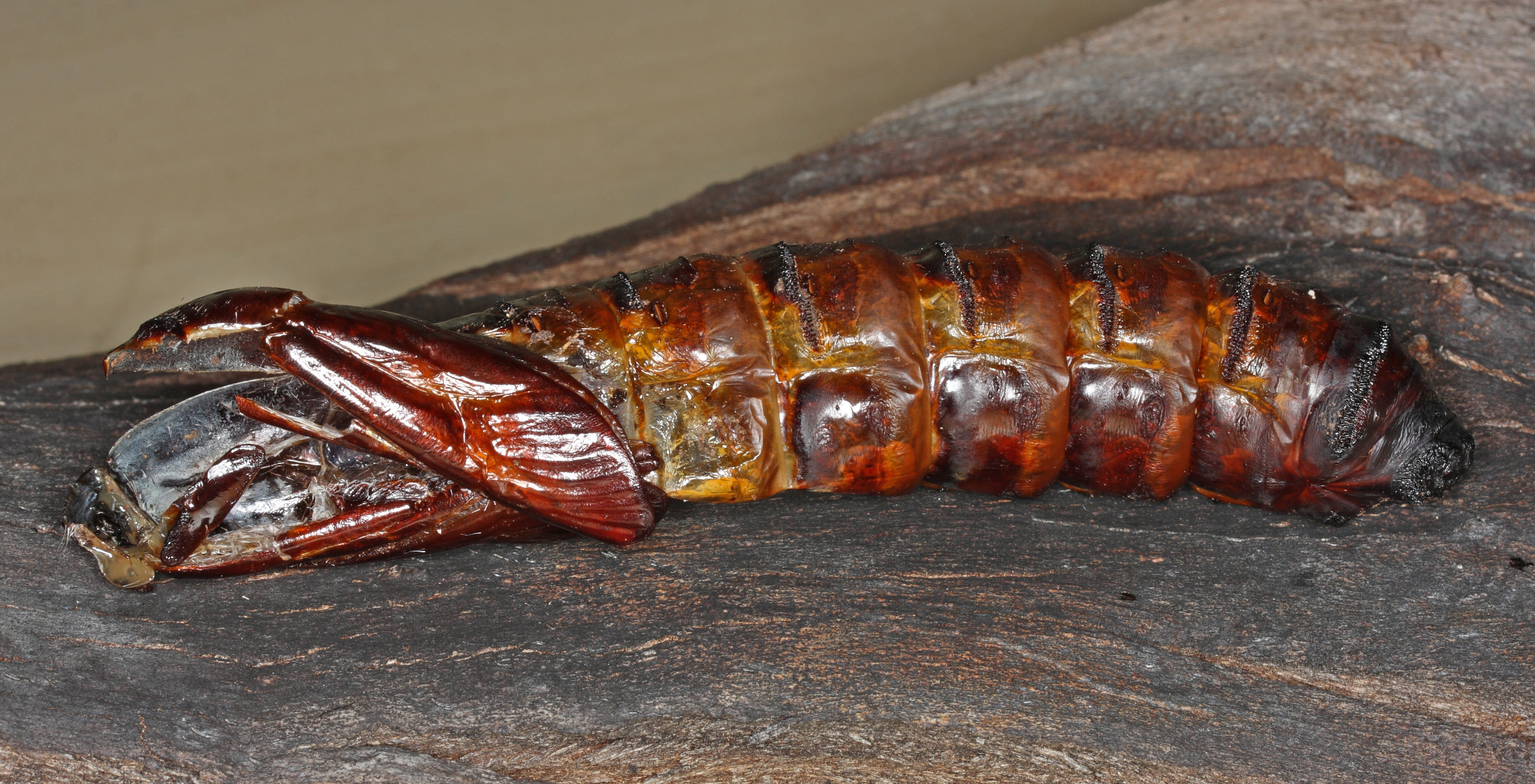
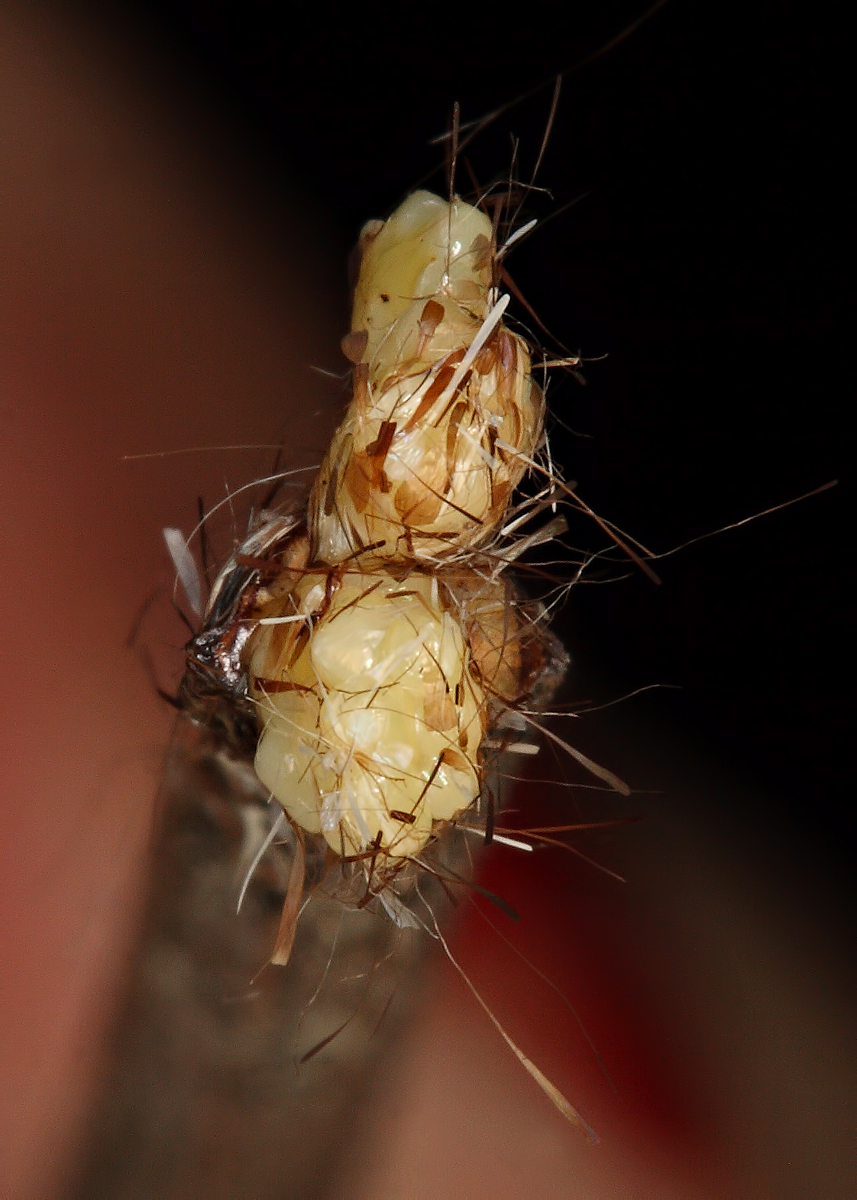
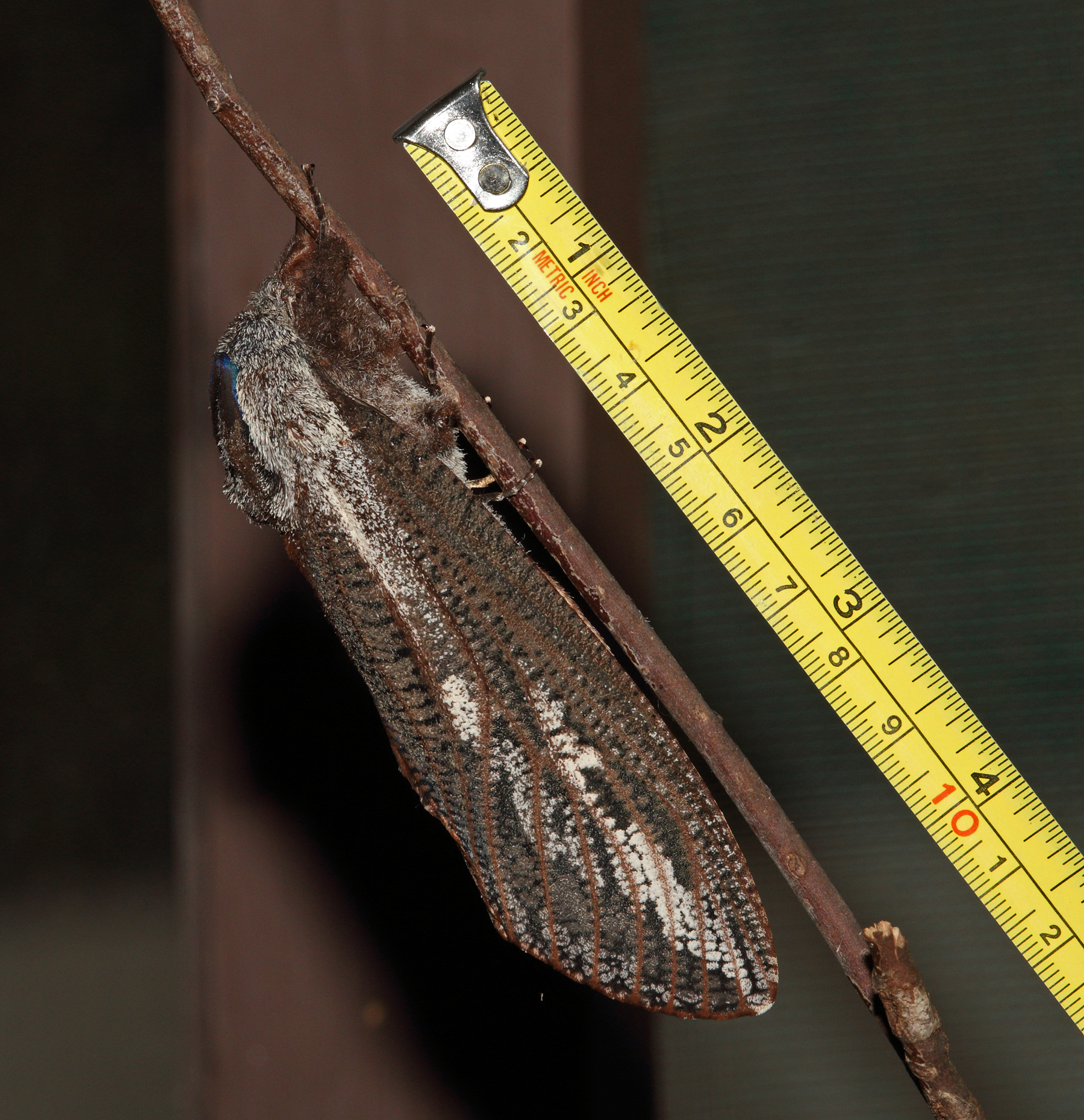